# 八國聯軍乃正義之師
《八國聯軍乃正義之師》，台灣時報文化出版的繁體中文書籍，出版日期為2021年7月20日，作者劉淇昆，港籍加拿大人作家，香港人。

## 簡介
《八國聯軍乃正義之師》一書對於八國聯軍對清廷發動的戰爭稱，八國聯軍係一支因人道危機、發兵止戈的仁義之師，當時八國聯軍目的在於解救被困京城、危在旦夕的各國外交官，以及正被清廷大量屠殺的外國傳教士、僑民。此外，清廷既然向西方各國正式宣戰，外國聯軍攻佔天津，威逼京城，解救各國教友、官僚，乃理所當然。

## 反應
2021年7月份《八國聯軍乃正義之師》在台灣出版，因標題聳動在香港遭到部分人士舉報，10月中旬在香港誠品全面下架，民主建港協進聯盟立法会议员葛珮帆指控該書歪曲史實、醜化中國。一些看法認為某種角度來說，八國聯軍導致保守派受挫，確實為革命創造機會，中国互联网联合辟谣平台則批評，有評論指出史料明確記載了聯軍發生的軍纪問題、以至於俄羅斯在東北的戰爭罪行與侵略等，作者卻輕輕帶過。歷史研究者黎蝸藤認為，這種觀點在史學界不是新東西，開放討論也已經行之有年，透過剪輯史料來將教案、義和團之亂和八國聯軍之役等幾個事件模糊敘述，做出了主觀的評價之後就出版不太妥當，《文匯報》提到此書時表示作者沒有考慮到宏觀的大背景，嘉义大学历史系教授吴昆财並批評在臺灣近年來這種去脈絡化和導致歷史失真的問題。

## 外部連結
- Kenny Shao：《八国联军乃正义之师》 （页面存档备份，存于）
- 劉淇昆: 《八國聯軍乃正義之師》 （页面存档备份，存于） ,台灣：時報出版, 2021